# Drake & Josh (jogo eletrônico)
Drake & Josh é um videogame baseado na série da Nickelodeon de mesmo nome. Este jogo pode ser jogado no Game Boy Advance.

## Jogabilidade
No jogo, os jogadores interagem com todos os seus personagens favoritos da série, incluindo Drake e Josh, em uma variedade de modos com resolução de problemas, furtividade, estratégia e estilo de jogo de ação.